# Garbage (Album)
Garbage ist das Debütalbum der amerikanisch-schottischen Rockband Garbage. Das Album erhielt überwiegend gute Kritiken. Zudem wurde die ausgekoppelte Single Stupid Girl für zwei Grammys in den Kategorien Best Rock Song und Best Rock Performance by a Duo or Group with Vocal nominiert.

## Titelliste
Alle Lieder wurden von Garbage geschrieben. Ausnahmen sind bei den entsprechenden Liedern in Klammern angegeben.
1. Supervixen – 3:55
2. Queer – 4:36
3. Only Happy When It Rains – 3:56
4. As Heaven Is Wide – 4:44
5. Not My Idea – 3:41
6. A Stroke of Luck – 4:44
7. Vow – 4:30
8. Stupid Girl (Garbage, Joe Strummer, Mick Jones) – 4:18
9. Dog New Tricks – 3:56
10. My Lover’s Box – 3:55
11. Fix Me Now – 4:43
12. Milk – 3:53

## Rezeption
Stephen Thomas Erlewine von Allmusic vergab für Garbage 4,5 von 5 Sternen. Für ihn hat das Album alle äußeren Anzeichen, um es dem Alternative Rock zuzuordnen. Aufgrund von Butch Vigs Produktion erscheine es aber als Pop. Vigs Produktion wird auch von Eric Weisbard von der Zeitschrift Spin betont. Sein großes Talent als Produzent sei die Fähigkeit mit akustischen Ausreißern die Kasse klingeln zu lassen. Der Klang des Albums sei gekonnt und professionell und die Lieder alle gut gemachte Popsongs. Besonders die Lieder Vow und Queer wurden als einprägsam hervorgehoben.

## Kommerzieller Erfolg

### Chartplatzierungen
Obwohl das Album lediglich in Neuseeland Platz 1 erreichte und in anderen Ländern meist nur in den Top 30 platziert war, entwickelte es sich zu einem langanhaltenden kommerziellen Erfolg.
Vor der Veröffentlichung von Garbage konnte sich bereits am 22. Juli 1995 die Single Vow auf Platz 26 der Modern Rock Tracks Charts positionieren. Eine Woche später erreichte die Single Platz 97 in den Billboard Hot 100. Am 15. August 1995 folgte schließlich die Veröffentlichung des Albums in den Vereinigten Staaten und Kanada. Insgesamt hielt sich das Album 81 Wochen in den amerikanischen Charts. Dort stieg Garbage auf Platz 193 ein und erreichte als höchste Position Platz 20.
Im Vereinigten Königreich wurde das Album am 2. Oktober 1995 veröffentlicht und konnte bis auf Platz 6 steigen. Insgesamt hielt es sich 100 Wochen in den Charts und erreichte am 16. Oktober 1998 Doppelplatin-Status. Im deutschsprachigen Raum platzierte sich das Album lediglich in Deutschland auf Platz 55. Im restlichen Europa kam Garbage in Frankreich auf Platz 7, im flämischen Teil Belgiens auf Platz 34, im wallonischen Teil Belgiens auf Platz 20, in Schweden auf Platz 19, in Finnland auf Platz 23 und in Norwegen auf Platz 30.
Garbage wurde am 4. September 1995 in Neuseeland und Australien veröffentlicht. In Neuseeland stieg das Album am 17. September 1995 auf Platz 13 ein, konnte sich eine Woche auf Platz 1 platzieren und hielt sich insgesamt 69 Wochen in den Charts, während es in Australien bis auf Platz 4 stieg und sich insgesamt 67 Wochen in den Charts befand.
| ChartsChartplatzierungen       | Höchstplatzierung | Wochen |
| ------------------------------ | ----------------- | ------ |
| Deutschland (GfK)              | 55 (18 Wo.)       | 18     |
| Vereinigte Staaten (Billboard) | 20 (81 Wo.)       | 81     |
| Vereinigtes Königreich (OCC)   | 6 (132 Wo.)       | 132    |

| ChartsJahrescharts (1996)    | Platzierung |
| ---------------------------- | ----------- |
| Vereinigtes Königreich (OCC) | 25          |

### Auszeichnungen für Musikverkäufe
Es erreichte in Australien, Kanada, Neuseeland, dem Vereinigten Königreich und den Vereinigten Staaten Mehrfach-Platin-Status
| Land/Region                  | Auszeichnungen für Musikverkäufe (Land/Region, Auszeichnung, Verkäufe) | Verkäufe  |
| ---------------------------- | ---------------------------------------------------------------------- | --------- |
| Australien (ARIA)            | 2× Platin                                                              | 140.000   |
| Belgien (BRMA)               | Gold                                                                   | 25.000    |
| Dänemark (IFPI)              | Gold                                                                   | 25.000    |
| Frankreich (SNEP)            | Gold                                                                   | 100.000   |
| Irland (IRMA)                | Gold                                                                   | 7.500     |
| Kanada (MC)                  | 2× Platin                                                              | 200.000   |
| Neuseeland (RMNZ)            | 2× Platin                                                              | 30.000    |
| Singapur (RIAS)              | Gold                                                                   | 7.000     |
| Vereinigte Staaten (RIAA)    | 2× Platin                                                              | 2.000.000 |
| Vereinigtes Königreich (BPI) | 2× Platin                                                              | 600.000   |
| Insgesamt                    | 5× Gold · 10× Platin ·                                                 | 3.134.500 |